# Stéphan Bilodeau
 (mars 2024).
Il peut être nécessaire de l'améliorer pour respecter le principe de neutralité de point de vue. Veuillez consulter la page de discussion pour plus de détails.

 (février 2024).
Si vous disposez d'ouvrages ou d'articles de référence ou si vous connaissez des sites web de qualité traitant du thème abordé ici, merci de compléter l'article en donnant les références utiles à sa vérifiabilité et en les liant à la section « Notes et références ».
Pour les articles homonymes, voir Bilodeau.
Stéphan Bilodeau, né en 1967, est un écrivain québécois.

## Biographie
Stéphan Bilodeau est originaire de Honfleur en Bellechasse. 
Sa première réalisation fut en 2005 la série Les Merveilleuses Histoires de Ralph, cette série jeunesse compte quatre tomes.
En 2006, il se joint à Martin Charbonneau pour créer une série fantastique de livres-jeux intitulée À vous de jouer !, une série analogue aux livres dont vous êtes le héros : des romans divisés en quelques centaines de paragraphes qui offrent au lecteur le choix des actions du héros. Le neuvième et dernier tome a été publié fin 2010.
En 2010, il crée la série La Lignée des dragons, en co-écriture avec Dany Hudon et Elise Sirois-Paradis. Cette première édition comporte 5 tomes. La suite de cette série prend jour en 2017.
En 2011, il se lance dans la réalisation de jeu de plateau. Son premier s’intitule Les Débogueurs et sera publié par ADA Inc. Dans les années qui vont suivre, il réalisera 3 autres jeux de société.
En 2018, il se joint à Gilles Saint-Martin et à Maude Royer pour une toute nouvelle série de livres jeu intitulé A toi de jouer.

## Œuvres

### SérieLes Merveilleuses Histoires de Ralph
1. La Visite chez les humains (Conte, ADA, 2006)
2. La Visite chez les nains (Conte, ADA, 2006)
3. La Visite chez les elfes noirs (Conte, ADA, 2007)
4. À la recherche du dragon d'or (Conte, ADA, 2007)

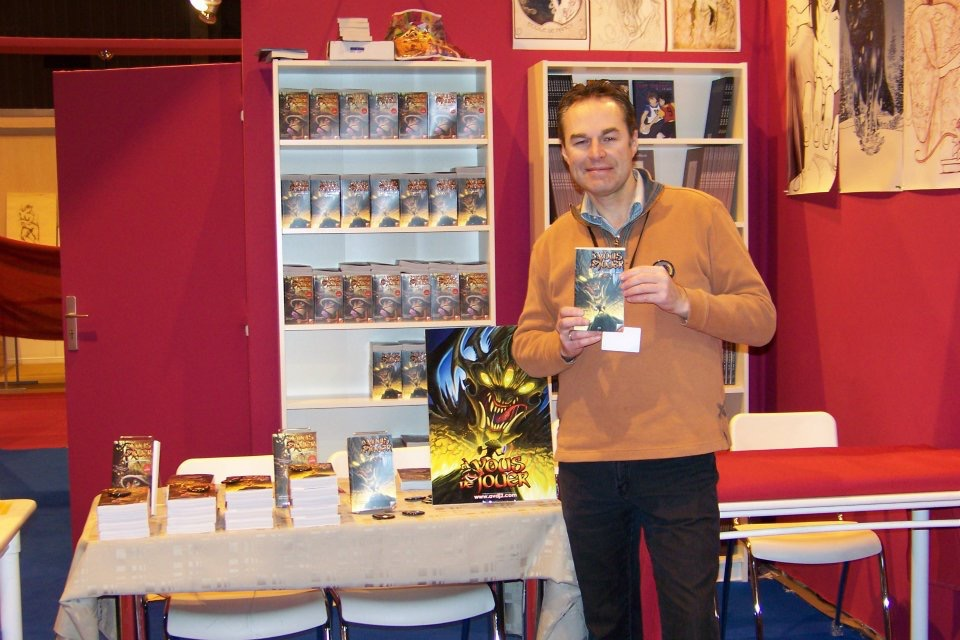
2011: Lancement de AV2J au Salon du livre de Paris

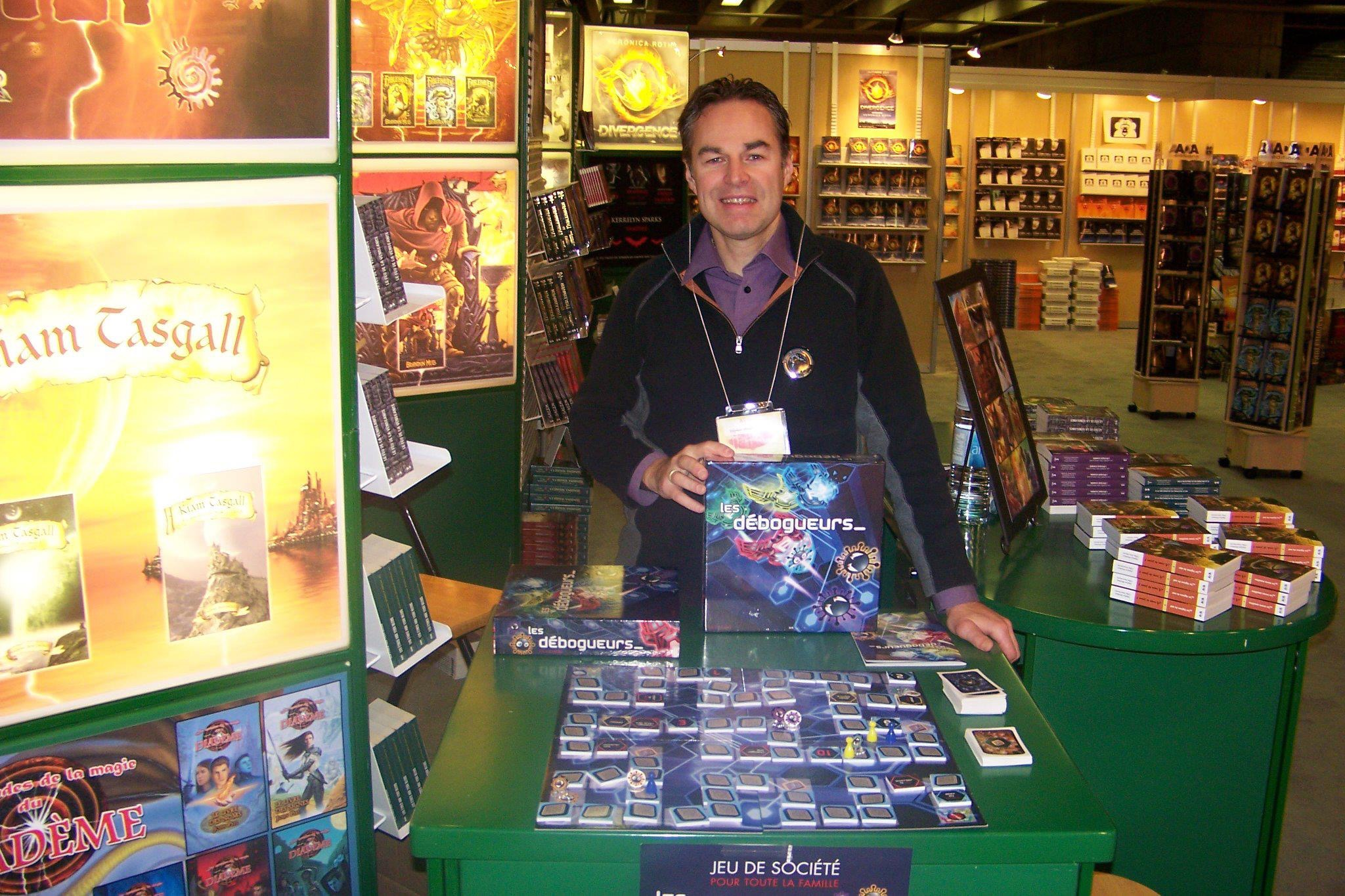
2012 : Lancement du jeu Debuggers

### SérieÀ vous de jouer!
1. La Forêt noire (Conte, ADA, 2006)
2. Le Labyrinthe enchanté (Conte, ADA, 2006)
3. Le Cimetière hanté (Conte, ADA, 2007)
4. La Sorcière d’Hanz (Conte, ADA, 2007)
5. L'Alchimiste fou (Conte, ADA, 2008)
6. Les pharaons déments (Conte, ADA, 2008)
7. Le Tournoi d'Hazila (Conte, ADA, 2009)
8. Le Démon des glaces (Conte, ADA, 2010)
9. Le Dragon des neiges (Conte, ADA, 2011)

### SérieÀ vous de jouer 2 (la suite)
1. Les Terres maudites (Conte, avec Rémy Huraux, ADA, 2011)
2. Les Légions du mal (Conte, ADA, 2011)
3. Le Rêve de vent (Conte, avec Cédric Zampini, ADA, 2012)
4. Le Palais de la déraison (Conte, avec Cédric Zampini, ADA, 2013)
5. La Forêt des murmures (Conte, ADA, 2014)
6. La Bataille de la cité pourpre (Conte, ADA, 2016)
7. Le maitre des cauchemars (Conte, avec Cédric Zampini, ADA, 2018)

### SérieXhoromag
1. L'Homme qui marchait (Conte, ADA, 2008)
2. Les Êtres aux yeux bleus (Conte, ADA, 2008)
3. La Dixième Éternité (Conte, ADA, 2009)
4. Il fera nuit sur l'univers (Conte, ADA, 2009)
5. L'Errant d'Iah-xori1 (Conte, ADA, 2010)
6. Là où le soleil s'éteint (Conte, ADA, 2011)

### SérieLa Lignée des dragons
1. À la recherche du dragon d’or (Conte, ADA, 2009)
2. La Conspiration (Conte, ADA, 2009)
3. Époque sombre (Conte, ADA, 2010)
4. La Guerre des immortels (Conte, ADA , 2010)
5. Ombres sur les jeux (Conte, ADA , 2012)

### SérieUn livre dont tu es l’héroïne
1. Terreur au Collège (Livre jeu, Céléphaïs, 2012)

### SérieLUMENUMBRA
1. Utenau, le recrutement (Conte, ADA, 2015)
2. Ini, le territoire de la terre (Conte, ADA, 2015)
3. Nipi, le territoire de l'eau (Conte, ADA, 2016)
4. Ashku, le territoire de l'air (Conte, ADA, 2017)
5. Ishku, le territoire du feu (Conte, ADA, 2018)

### SérieLa Lignée des dragons - Cataclysme
1. La Guilde des murmures (Conte, ADA, 2018)
2. Le Trésor des sirènes (Conte, ADA, 2018)

### SérieÀ Toi de Jouer!
1. En mode Zombie (Conte, ADA, 2018)
2. Compétition mortelle (Conte, ADA, 2018)
3. Secrets de ninjas (Conte, ADA, 2018)
4. Le Chant des sirènes (Conte, ADA, 2019)
5. Dans l'ombre du tournoi (Conte, ADA, 2019)

### SérieFog Fighters
1. Bataille royale : tic-tac tactique / Sauver le monde : féroce cité (Conte, ADA, 2020)
2. Bataille royale : au sommet des cent / Sauver le monde : poussière moteur action (Conte, ADA, 2020)
3. Bataille royale : alliance pour une revanche / Sauver le monde : ruines forest (Conte, ADA, 2020)

### Jeux de société
1. Cartes et Quête (Jeu de cartes, ADA, 2009)
2. Les Débogueurs (Jeu de plateau, ADA, 2011)
3. MAFIA :  Devenez le parrain de la ville (Jeu de plateau, ADA, 2012)

### Autres réalisations
1. Mandalas - Personnages et créatures fantastiques - Tome 1 (Mandalas, ADA, 2007)
2. Mandalas - Personnages et créatures fantastiques - Tome 2 (Mandalas, ADA, 2009)